# 史蒂夫·哈默
史蒂夫·雷·哈默（英語：Steve Ray Hamer，1973年11月13日—），美国NBA联盟职业篮球运动员。他在1996年的NBA选秀中第2轮第9顺位被波士顿凯尔特人选中。